# 牟岐町立牟岐小学校
牟岐町立牟岐小学校（むぎちょうりつ むぎしょうがっこう）は、徳島県海部郡牟岐町川長字一宇谷にある公立小学校。

## 沿革
- 1873年（明治6年）9月10日 - 牟岐小学校を創立。法覚寺を借り上げ校舎とする。
- 1886年（明治19年）10月1日 - 中村15番地に校舎を新築する。
- 1893年（明治26年）10月1日 - 高等科を併設し、中村尋常高等小学校と改称。
- 1911年（明治44年）8月31日 - 牟岐尋常高等小学校と改称し、本村14番地に新築移転。
- 1926年（大正15年）8月13日 - 牟岐町立牟岐尋常高等小学校と改称。
- 1941年（昭和16年）4月1日 - 国民学校令により、牟岐町牟岐国民学校と改称。
- 1946年（昭和21年）12月21日 - 4時19分頃に発生した南海大地震により南校舎が東半分倒壊。
- 1947年（昭和22年）4月1日 - 新学制施行により6教室を中学校に貸与する。
- 1948年（昭和23年）4月1日 - 牟岐町牟岐小学校と改称。
- 1958年（昭和33年）3月9日 - 火災により東校舎と中棟東半分を焼失。
- 1968年（昭和43年）5月10日 - 体育館を新築。
- 1969年（昭和44年）5月8日 - 鉄筋3階校舎新築。
- 1972年（昭和47年）7月31日 - プール新設。
- 1999年（平成11年）3月13日 - 体育館改築。
- 2013年（平成25年）
  - 4月1日 - 河内小学校と統合し、川長字市宇谷100番地に新築移転。同日から、牟岐中学校との小中一貫教育がスタート（市宇ヶ丘学園設立）。
  - 4月3日 - 統合新牟岐小学校の開校式挙行[1]。
  - 4月8日 - 統合小学校の開校式と最初の始業式挙行。
  - 4月9日 - 10時から、統合小学校の最初の入学式挙行。最初の新入生は20名。この新入生を含め、全校児童149名でスタートを切った。
  - 9月22日 - 統合後、最初の運動会開催[2]。
- 2014年（平成26年）
  - 3月19日 - 統合後、最初の卒業証書授与式挙行[3]。
  - 3月24日 - 統合後、最初の修了式と離任式挙行[4]。

## 進学先中学校
- 牟岐町立牟岐中学校

## 周辺
- 牟岐町立牟岐中学校 - 同一敷地内で、主な進学先中学校。
- 牟岐町立牟岐こども園 - 敷地が隣接し、かつ進学前こども園。
- 牟岐町民体育館 - 敷地が隣接。
- B&G財団牟岐町海洋センター - 敷地が隣接。
- 天神社
- 徳島県道147号日和佐牟岐線

## アクセス
- JR牟岐線牟岐駅から約775m、車で約2分、徒歩で約11分。

## 通学区域が隣接している学校
- 美波町立日和佐小学校
- 海陽町立海南小学校